# Коваленко, Кирилл Алексеевич
Кирилл Алексеевич Коваленко (31 марта 1891 года, м. Богушевичи, Игуменский уезд, Минская губерния — 12 мая 1980 года, Москва) — советский военный деятель, генерал-лейтенант (5 июля 1946 года).

## Начальная биография
Кирилл Алексеевич Коваленко родился 31 марта 1891 года в местечке Богушевичи ныне Березинского района Минской области Белоруссии в крестьянской семье.
В 1910 году окончил учительскую семинарию в городе Холм (Люблинская губерния).

## Военная служба

### Первая мировая и гражданская войны
18 июля 1914 года призван в ряды Русской императорской армии и направлен в Пятигорский 151-й пехотный полк в составе 38-й пехотной дивизии, после чего принимал участие в боевых действиях на Западном и Северо-Западном фронтах. В июле 1915 года направлен на учёбу в Одесское военное училище, после окончания которого в ноябре того же года в чине прапорщика Коваленко вернулся в свой полк, где был назначен на должность младшего офицера роты, после чего принимал участие в боевых действиях в районе Двинска, в ходе которых получил чин поручика и назначен на должность начальника пулемётной команды.
В январе 1918 года демобилизован из рядов армии, после чего работал народным учителем в селе Уголец Пуховецкой волости (Игуменский уезд, Минская губерния), в октябре поступил в Могилёвский учительский институт, однако в том же месяце перевелся в Минский учительский институт, после окончания двух курсов которого Коваленко с октября 1919 года работал учителем в селе Мурава Беличанской волости (Игуменский уезд, Минская губерния).
В мае 1920 года призван в РККА и назначен на должность командира взвода в составе 70-го стрелкового полка (8-я стрелковая дивизия), а в августе переведён в 47-й стрелковый полк (16-я бригада, 6-я стрелковая дивизия), в составе которого служил на должностях помощника командира и командира взвода, помощника командира и командира роты, командира батальона и во время советско-польской войны принимал участие в наступательных боевых действиях в районе Белостока и Гродно, а затем отступал по направлению на Лиду.

### Межвоенное время
В августе 1921 года назначен на должность помощника командира учебного кадрового полка в составе 16-й стрелковой бригады (Московский военный округ), а с 1922 года служил в 6-й Орловской стрелковой дивизии на должностях помощника командира 17-го стрелкового полка, помощника командира и командира 16-го стрелкового полка.
В 1926 году окончил курсы «Выстрел», а в 1929 году — двухмесячные курсы усовершенствования высшего начальствующего состава РККА в Москве.
В феврале 1931 года К. А. Коваленко направлен в Инспекцию пехоты РККА, где служил на должностях помощника инспектора пехоты, начальника сектора, начальника отделения боевой подготовки, инспектора пехоты, заместителя инспектора пехоты.
В 1934 году окончил вечернее отделение Военной академии имени М. В. Фрунзе.
В феврале 1940 года назначен на должность старшего инспектора 1-го отдела Управления начальника пехоты Красной Армии, а в августе того же года — на должность помощника генерал-инспектора пехоты Красной Армии.

### Великая Отечественная война
27 июня 1941 года генерал-майор К. А. Коваленко назначен на должность командира 242-й стрелковой дивизии, формировавшейся в Калинине (Московский военный округ) и вскоре в составе 30-й армии принимавшей участие в ходе Смоленского сражения. 28 июля в бою у м. Батурино (ныне Холм-Жирковский район, Смоленская область) Коваленко был ранен, но остался в строю, а 28 августа повторно ранен, после чего лечился в госпитале вплоть до 25 января 1942 года, после чего служил в Главном управлении формирования и укомплектования войск Красной армии на должностях заместителя начальника и начальника Управления инспектирования и подготовки формируемых стрелковых частей и соединений.
27 июля 1942 года назначен на должность заместителя командующего войсками Сталинградского фронта, находясь на которой в период с конца августа по начало сентября командовал оперативной группой фронта в составе 4-го и 16-го танковых корпусов, а также 24-й, 84-й и 315-й стрелковых дивизий организовал несколько контрударов по 14-му танковому корпусу противника, который вышел к Волге севернее Сталинграда. В период с 9 сентября 1942 года генерал-майор К. А. Коваленко исполнял должность начальника штаба Сталинградского фронта, а 30 сентября переведён заместителем командующего войсками Донского фронта.
12 октября 1942 года назначен на должность главного инспектора начальника Управления инспектирования и подготовки формируемых стрелковых частей и соединений Главупраформа РККА, которое 11 ноября 1943 года было преобразовано в Управление инспектирования и боевой подготовки запасных и учебных стрелковых частей. Находясь на данной должности, стал участвовал в разработке программ, учебных пособий и наставлений для стрелковых частей, а в период с 1942 по 1943 годы состоял в комиссиях по разработке Полевого устава и боевых уставов (части I и II), а также Устава внутренней службы и Дисциплинарного устава.

### Послевоенная карьера
После окончания войны находился на прежней должности
В январе 1946 года назначен на должность начальника Главного управления всеобщего военного обучения, а в мае того же года — на должность начальника Управления всеобщего военного обучения Главного штаба Сухопутных войск.
Генерал-лейтенант Кирилл Алексеевич Коваленко в ноябре 1947 года уволен в запас по ст. 43 п. «а». В октябре 1951 года приказом МО СССР ему разрешено «ношение военной формы одежды с особыми и отличительными знаками различия», а приказом МО СССР от 7 марта 1955 года изменена статья увольнения на 60 п. «б» (по болезни).
Умер 12 мая 1980 года в Москве.

## Воинские звания
- Полковник;
- Комбриг (2 апреля 1940 года);
- Генерал-майор (4 июня 1940 года);
- Генерал-лейтенант (5 июля 1946 года).

## Награды
Российская империя
- Орден Святой Анны 4-й степени с надписью «За храбрость»;
- Георгиевский крест с лавровой веткой.

СССР
- Орден Ленина (06.11.1945);
- Два ордена Красного Знамени (12.01.1942, 03.11.1944);
- Два ордена Красной Звезды (14.06.1940, 22.02.1941);
- Медали.